# 商挺
商挺（1209年—1289年），字孟卿，号东山老人，曹州济阴县（今山东省菏泽市）人。元朝大臣，元世祖时参知政事。

## 生平
二十四岁时，蒙古人攻克汴京，他北逃到冠氏县依附赵天锡，和元好问、杨奂等人交游。后来被严忠济征辟为经历。1253年，被忽必烈征召，辅佐杨惟中宣抚关中。次年，升任宣抚副使，有政绩。蒙哥去世后，帮助忽必烈谋夺汗位，他和廉希宪宣抚四川陕西，他定策击败阿里不哥的同党阿兰答儿、浑都海。中统二年（1261年），担任参知政事。中统四年（1263年），赐给金符，行四川枢密院事。至元元年（1264年），入拜参知政事，和姚枢、窦默等儒臣编纂《五经要语》。至元八年（1271年），担任枢密副使。议定军官品级俸禄制度。至元九年（1272年），担任安西王忙哥剌王相。至元十四年（1277年），忙哥剌奉命北征，他留在关中主持政务。因为王妃擅杀前王相赵炳，被牵连下狱。至元十六年（1279年），才得获释。至元二十年（1283年），再次担任枢密副使。因为得病免官。至元二十六年（1289年），商挺去世。善诗文工隶书，元仁宗延祐初年，谥号文定。

## 家族
祖先为殷姓，为赵弘殷避讳改为商姓。
其子商琥、商璘、商瑭、商瓛、商琦。

## 延伸阅读
[在维基数据编辑]
 《元史·卷159》，出自宋濂《元史》
 《新元史/卷158》，出自柯劭忞《新元史》